# Касьянов, Евгений Нилович
Евгений Нилович Касьянов (22 мая 1935 — 29 сентября 1984) — передовик советской железнодорожной отрасли, составитель поездов станции Ленинград-Товарный-Витебский Октябрьской железной дороги, гор. Ленинград, Герой Социалистического Труда (1981).

## Биография
Родился в 1935 году в деревне Дубровка, Новосокольнического района, ныне Псковской области.
В 1951 году завершил обучение в ремесленном училище № 53 города Ленинграда. В 1951 году трудоустроился на железную дорогу помощником составителя поездов. С 1960 года составитель поездов Ленинград-Товарный-Витебский Октябрьской железной дороги.
Постоянный участник социалистических соревнований. Грамотный специалист и наставник. Неоднократно отмечался государственными наградами Всесоюзного значения.
Указом Президиума Верховного Совета СССР от 2 апреля 1981 года за выдающиеся производственные достижения Евгению Ниловичу Касьянову было присвоено звание Героя Социалистического Труда с вручением ордена Ленина и медали «Серп и Молот».
Проживал в Ленинграде. Трагически погиб 29 сентября 1984 года.

## Награды
- золотая звезда «Серп и Молот» (02.04.1981)
- Два ордена Ленина (04.03.1976, 02.04.1981)
- Орден «Знак Почёта» (04.08.1966)
- другие медали.